# Dipseudopsis triclavata
Dipseudopsis triclavata là một loài Trichoptera trong họ Dipseudopsidae. Chúng phân bố ở miền Ấn Độ - Mã Lai.